# George Newbold Lawrence
George Newbold Lawrence ( 20 de octubre de 1806 - 17 de enero de 1895) fue hombre de negocios estadounidense y ornitólogo aficionado.
Lawrence dirigió investigaciones sobre aves del Pacífico, ayudado por Spencer Fullerton Baird y John Cassin, y los tres fueron coautores de Pájaros de América del Norte, en 1858.
Además, cabe destacar, que Lawrence donó su colección de 8000 aves al Museo de Historia Natural de Estados Unidos.

## Honores

### Epónimos
Lawrence Goldfinch, Carduelis lawrenceise fue nombrado en su honor por John Cassin.

## Abreviatura (zoología)
La abreviatura Lawrence  se emplea para indicar a George Newbold Lawrence como autoridad en la descripción y taxonomía en zoología.